# Werchniosadowe
Werchniosadowe (ukr. Верхньосадове, ros. Верхнесадовое, Wierchniesadowoje) – wieś na Ukrainie, na Krymie, administracyjnie podporządkowana rejonowi nachimowskiemu miasta wydzielonego Sewastopol (de iure stanowiącego integralną część państwa ukraińskiego, w 2014 anektowanego wraz z całym Krymem przez Rosję). W 2001 liczyła 2436 mieszkańców, wśród których 231 wskazało jako ojczysty język ukraiński, 2035 rosyjski, 94 krymskotatarski, 1 mołdawski, 10 białoruski, 1 ormiański, a 64 inny. Według spisu ludności przeprowadzonego przez okupacyjne władze rosyjskie populacja wsi w 2014 wynosiła 2331 osób, a w 2021 - 3200.